# Коваленко, Александр Владимирович
Алекса́ндр Влади́мирович Ковале́нко (укр. Олександр Володимирович Коваленко, позывной — Хук; 23 марта 1989, Северодонецк) — украинский военнослужащий, капитан, командир батальона «Айдар», участник российско-украинской войны. Герой Украины (27 июня 2023).

## Биография
Родился 23 марта 1989 года в городе Северодонецк Луганской области. До начала российско-украинской войны работал менеджером.
С 2014 года служит в составе батальона «Айдар», пройдя путь от стрелка до командира батальона. Участник АТО и ООС. В 2022 году стал известен благодаря видео, которые публиковал в TikTok с передовой, демонстрируя танцы в полной боевой амуниции. Его страницы в социальных сетях собирают миллионы просмотров, а его лицо стало узнаваемым среди противников.

## Награды
- Звание «Герой Украины» с удостоением ордена «Золотая Звезда» (27 инюя 2023) — за личное мужество и героизм, проявленные в защите государственного суверенитета и территориальной целостности Украины, верность военной присяге[4][5].
- Орден Богдана Хмельницкого II степени (10 марта 2023) — за личное мужество и высокий профессионализм, проявленные в защите государственного суверенитета и территориальной целостности Украины, верность военной присяге[6].
- Орден Богдана Хмельницкого III степени (12 сентября 2022) — за личное мужество и высокий профессионализм, проявленные в защите государственного суверенитета и территориальной целостности Украины, верность военной присяге[7].
- Медаль «За военную службу Украине» — за личное мужество и отвагу, проявленные в защите государственных интересов, укрепление обороноспособности и безопасности Украины.
- Орден «За мужество» III степени (28 февраля 2019) — за личное мужество и самоотверженные действия, проявленные в защите государственного суверенитета и территориальной целостности Украины, верность военной присяге[8].